# Toots Mondt
Joseph Raymond "James Ervin" Mondt (ur. 18 stycznia 1894 w Garden Grove, zm. 11 czerwca 1976 w Saint Louis) – amerykański wrestler i promotor wrestlingu lepiej znany pod swoim pseudonimem ringowym jako Toots Mondt. Przypisuje mu się zrewolucjonizowanie wrestlingu przez wprowadzenie do niego wielu innowacji. Był członkiem grupy Gold Dust Trio i współzałożycielem organizacji Capitol Wrestling Corporation, istniejącej obecnie pod nazwą World Wrestling Entertainment.

## Życiorys
Urodził się 18 stycznia 1894 w Garden Grove w stanie Iowa jako Joseph Raymond "James Ervin" Mondt. Zaczął trenować zapasy w wieku osiemnastu lat. Przez krótki czas trenował też akrobatykę. Swoimi umiejętnościami zaimponował trenerowi Farmerowi Burnsowi, który postanowił go trenować, a następnie polecił Edowi "Strangler" Lewisowi. Mondt pracował z Lewisem, służąc mu jako trener, partner sparingowy i przeciwnik w niektórych walkach. Lewis i Mondt wspólnie opracowywali nowe chwyty i kontry. Mondt wyrobił sobie własny styl walki, który był połączeniem boksu oraz zapasów w stylu grecko-rzymskim i nazywał się Slam Bang Western-Style Wrestling. Jego pierwsza walka zarejestrowana na materiale filmowym pochodzi z 20 stycznia 1920 i miała miejsce w Greeley, Kolorado. Już wtedy używał pseudonimu ringowego Toots Mondt Jako wrestler Mondt był aktywny w latach 20. i 30. XX wieku.
W latach 20. XX wieku Toots Mondt, Ed Lewis i menedżer Eda Lewisa Billy Sandow założyli grupę o nazwie Gold Dust Trio, która organizowała walki wrestlerskie i wprowadziła wiele innowacji do wrestlngu. Samemu Mondtowi przypisuje się między innymi wprowadzenie limitów czasowych (standardowe walki we wrestlingu trwały kilka godzin) i ustalone z góry zakończenia walk.
Następnie Mondt związał się z promotorem z Filadelfii Rayem Fabianim i wspólnie z nim oraz mistrzami Dickiem Schikatem i Jimem Londosem organizował walki w stanach północno-wschodnich. Początkowo promotor Jack Curley i wrestler Lou Thesza blokowali możliwość wystawiania walk przez Mondta i Fabianiego w Nowym Jorku, ale Mondt obszedł blokadę, dzięki tajnemu porozumieniu z organizatorem walk Rudym Duskiem. Mondt współpracował z takimi nowojorskimi promotorami jak Jack Pfeffer i Jess McMahon i miał wsparcie finansowe Bernarra Macfaddena. Przez większość lat 40. XX wieku nadal nie mógł wystawiać walk na prestiżowym obiekcie sportowym Madison Square Garden, co uniemożliwiał twórca i właściciel obiektu Tex Ricard. Mondt był pierwszą osobą, która zorganizowała walkę wrestlerską w Garden.
Wspólnie z Jessem McMahon założył organizację wrestlingu Capitol Wrestling Corporation (CWC), która istnieje dzisiaj pod nazwą World Wrestling Entertainment. Po śmierci Jessa prowadził organizację z jego synem, Vincentem Jamesem McMahonem. W 1963 obaj postanowili odłączyć się od mającej wówczas monopol na wrestling ligi National Wrestling Alliance (NWA) i przekształcili swoją organizację w niezależną World Wide Wrestling Federation (WWWF) oraz ustanowili własne mistrzostwo świata WWWF World Heavyweight Championship. Pierwszym mistrzem mianowano Buddy'ego Rogersa. Mondt wymyślił fikcyjną historię o tym jak Rogers wygrał turniej o nowo utworzone mistrzostwo w Rio de Janeiro. Również Mondtowi przypisuje się przekonanie McMahona, aby uczynił Bruno Sammartino główną gwiazdą WWWF. Sammartino był najdłużej panującym mistrzem w historii organizacji.
W kolejnych latach, szczególnie kiedy istotna dla wrestlingu stała się telewizja, wpływ Mondta na biznes zmalał. Pod koniec życia stracił dużo pieniędzy, do czego przyczyniło się jego uzależnienie od hazardu. Jego rola współwłaściciela World Wide Wrestling Federation zakończyła się, kiedy Vincent James McMahon odkupił od niego pozostałe udziały.
Zmarł na zapalenie płuc 11 czerwca 1976 w Saint Louis w stanie Missouri.

## Mistrzostwa i osiągnięcia
- World Wrestling Entertainment
  - WWE Hall of Fame (2017)[8]

- Professional Wrestling Hall of Fame and Museum
  - Wprowadzony w 1996

- Wrestling Observer Newsletter
  - Wrestling Observer Newsletter Hall of Fame (2008)[4]